# Augusto Corrêa
Augusto Corrêa là một đô thị thuộc bang Pará, Brasil. Đô thị này có diện tích 1091,043 km², dân số năm 2007 là 37247 người, mật độ 34,14 người/km².